# Немениці (Люблінське воєводство)
Немениці (пол. Niemienice) — село в Польщі, у гміні Красностав Красноставського повіту Люблінського воєводства.
Населення — 354 особи (2011).
У 1975—1998 роках село належало до Холмського воєводства.

## Демографія
Демографічна структура станом на 31 березня 2011 року:
|          | Загалом | Допрацездатний вік | Працездатний вік | Постпрацездатний вік |
| -------- | ------- | ------------------ | ---------------- | -------------------- |
| Чоловіки | 164     | 29                 | 115              | 20                   |
| Жінки    | 190     | 30                 | 102              | 58                   |
| Разом    | 354     | 59                 | 217              | 78                   |